# Angelo (rzeka)
Angelo – rzeka w Australii, w stanie Australia Zachodnia. Ma około 150 km długości. Źródło rzeki znajduje się we wzgórzach na zachód od pasma górskiego Ophthalmia Range. Uchodzi do rzeki Ashburton. Została nazwana przez poszukiwacza R.C.S. McPhee w 1887 roku na cześć pułkownika Foxa Angelo, który w tamtym czasie był rezydentem rządowym w Roebourne. Nad rzeką znajduje się kopalnia oraz złoża uranu. Pieśni Aborygenów z plemion Ngarlawongga i Banjima zawierają mity opowiadające o pochodzeniu czarnych waranów rzecznych, które miały powstać w tej rzece.